# Bracera

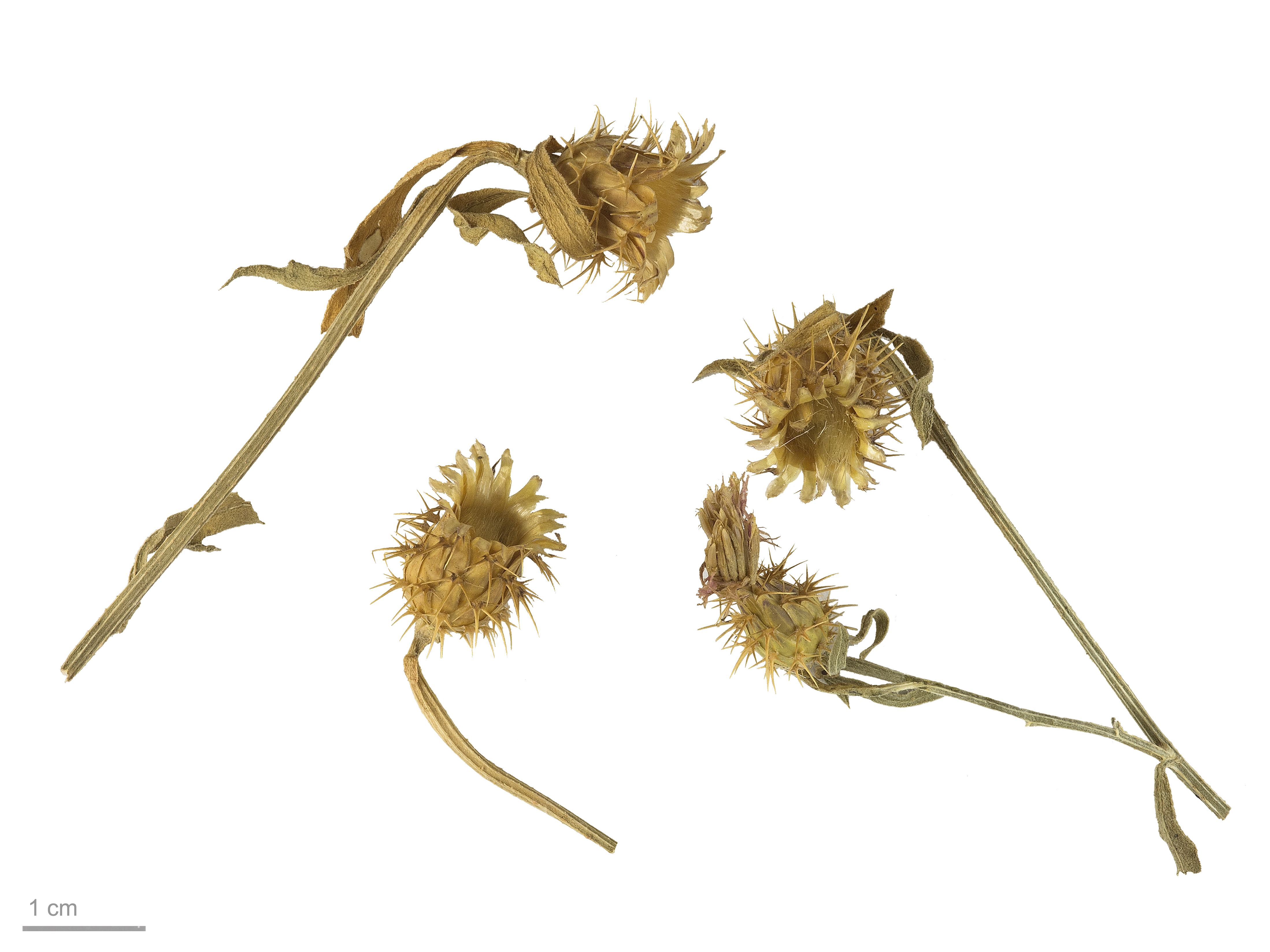
Centaurea aspera

La bracera, bracerera, caps de burro, carxofa borda, flor de sucre, travalera, passacamins, tiravaques, gracera, herba del terrig (Centaurea provinent de la mitologia grega, aspera del llatí asper-a-um que fa referència al tacte aspre o rugós) és una herba de la família de les asteràcies, de camps de secà, pròpia de zones temperades (Europa i Amèrica) que creix de forma silvestre a la Mediterrània occidental. És una planta medicinal, la droga de la qual, s'obté de les sumitats aèries florides. És coneguda extensament en la medicina tradicional per la seva activitat hipoglucemiant i digestiva.

## Nomenclatura
També rep els noms populars següents: herba del gafarrot, herba del sucre, herba travalera, herba vaquera, manuaga, margenera, tramavalera, travalada...
Podem trobar altres nomenclatures sinònimes de Centaurea aspera com Centaurea alophium DC i Centaurea heterophylla Willd.
Té dues subespècies que també admeten altres sinònims, una és la Centaurea aspera spp. aspera o també Centaurea isnardii L. i l'altra subespècie és la Centaurea aspera spp. stenophylla (Dufour) Nyman o també Centaurea stenophylla (Dufour).
La paraula Centaurea no té una etimologia clara però prové de la mitologia grega, derivada del Centaure Quiró. Aquest forma part del panteó dels déus gregs. Era benefactor, sabi i un gran mestre. A més va ser el primer metge, perquè coneixia les propietats curatives de les plantes. D'ell deriva el nom Centaurea, aplicada a la nostra planta en qüestió a la que anomenaven panakes que vol dir remei universal (panacea) pel seu gran valor medicinal.
La paraula aspera prové del llatí asper-a-um que fa referència al tacte aspre o rugós de les fulles.

## Ecologia

### Distribució
Mundialment la Centaurea aspera com la seva germana Centaurea menor, es cultiva per fins fitoterapèutics (medicinalment) en prats de les regions temperades d'Europa i Amèrica. Aquesta planta, igual que altres espècies de centaurees, no és molt freqüent, i inclús està protegida en alguns països. Aquesta espècie, se la pot trobar de forma silvestre en la regió mediterrània.
Al principat la subespècie aspera es distribueix des del Rosselló al Montsianès i al Segrià, ascendeix fins al Conflent, a la Garrotxa, a Osona, al Berguedà, al Solsonès, a Andorra, al Pallars Jussà, a l'Alta Ribagorça, etc. La subespècie stenophylla es troba per Contrades meridionals (Urgell, Baix Ebre, Ribera d'Ebre, Matarranya).

### Hàbitat
Creix silvestre entre camps sembrats, vinyedes i olivars, prats i a les vores dels camins, inclús a l'hivern. És una planta de camp de secà. La subespècie aspera concretament es troba en fenassars, prats d'albellatge, etc., sobre sòls més o menys profunds. A la regió mediterrània ascendeix a la muntanya poc plujosa. La subespècie stenophylla creix en llocs secs i assolellats bàsicament.

## Morfologia

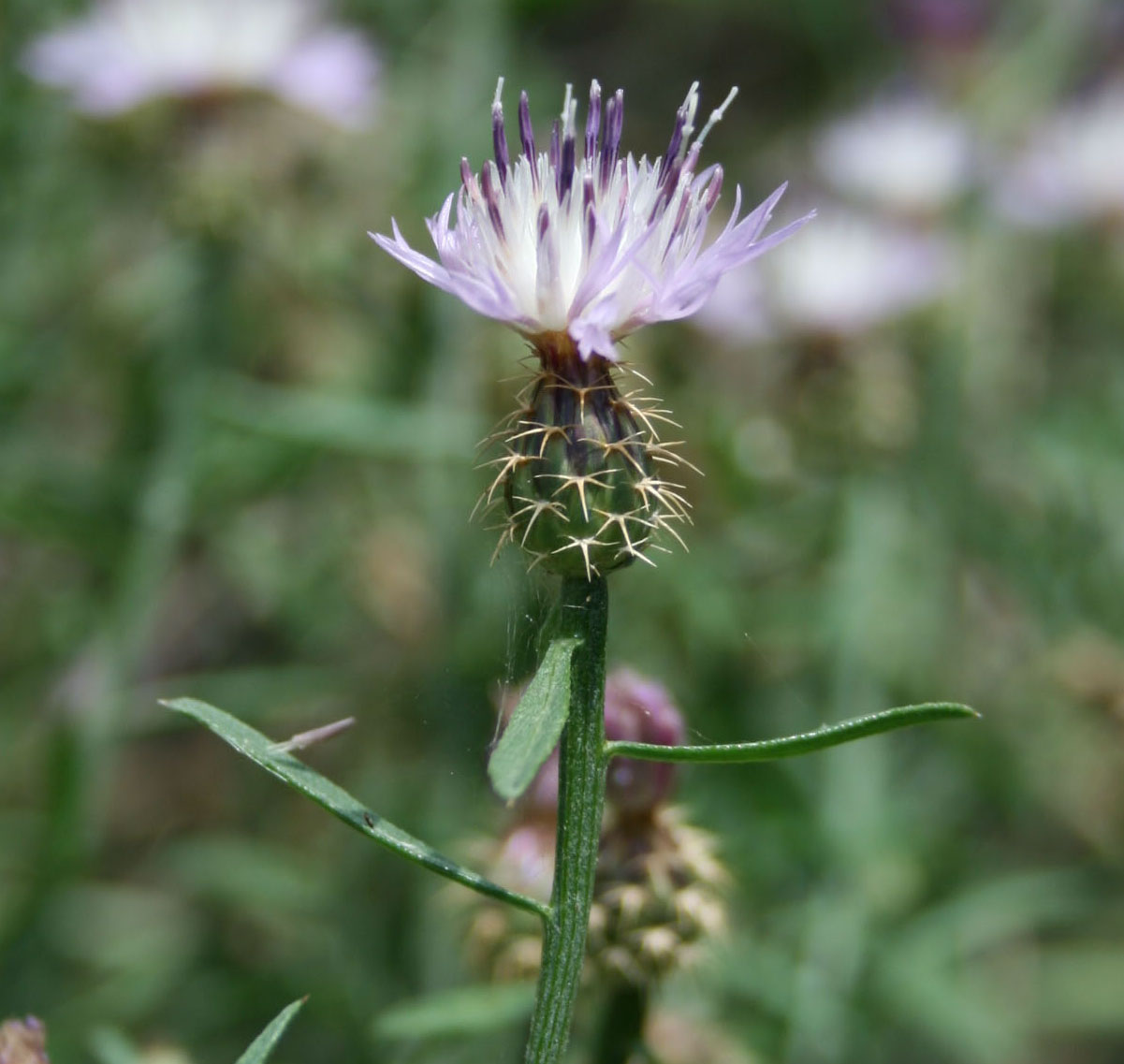
Centaurea aspera

És una planta ascendent o erecta d'un metre d'alçada i ramificada i herbàcia. Les tiges són de tacte més o menys dur fins i tot llenyós, sobretot les més grans. Pel que fa a les fulles, les inferiors i mitjanes són peciolades i pinnatipartides o pinnatífides, les superiors són sèssils, menys dividides i més grans. Cal diferenciar entre les dues subespècies, C. aspera aspera té les fulles relativament amples, les mitjanes amb lòbuls triangulars o lanceolats, rarament lanceolades i dentades; normalment només les superiors extremes són sublinears. En canvi, C. aspera stenopylla té les fulles estretes i moltes de les mitjanes i superiors són linears. Finalment, la seva pilositat és pubescent i aspra.
La forma vital és el camèfit i la pol·linització és entomòfila. La bracera és hermafrodita. La inflorescència és en capítols terminals i espinosos d'1-2cm per 0,5-2 cm de coloració púrpura o blanquinosa amb els estams morats. Les que se situen a la perifèria són més laxes que les internes. La seva època de floració és a la primavera tot i que pot presentar flors en qualsevol altra època de l'any. El periant té l'apèndix de les bràctees involucrals palmats amb 3-5 espinetes grogues iguals entre elles d'uns 4mm (a vegades una mica atrofiat i en aquest cas amb 1-3 puntes curtes i paral·leles a l'eix de la bràctea). La subespècie C. aspera aspera té un involucre amplament ovoide d'uns 7-20 mm de diàmetre i les bràctees involucrals tenen entre 3 i 5 espines grogues rarament atrofiades. Per altra banda, la subespècie C. aspera stenophylla té l'involucre estretament ovoide d'uns 5 a 10 mm de diàmetre i les bràctees involucrals tenen entre 1 i 3 espines sovint atrofiades. El fruit és un aqueni de 3-4 mm amb vil·là d'1-2 mm.

## Farmacologia
La part que s'utilitza com a droga és la part aèria florida.

### Composició química
- Heteròsids cianogenètics
- Flavonoides
- Lactones sesquiterpèniques[3] de tipus germacranòlids
- Esteroides
- Beta-sitosterol
- Glucoquinines
- Tanins

### Usos medicinals
S'utilitza bàsicament en medicina tradicional, ja que la falta d'assajos clínics amb humans el fa un medicament poc segur.
S'utilitza per dispèpsia hiposecretora, disquinèsia hepatobiliar, diabetis mellitus tipus 2 (com a coadjuvant) i anorèxia (no nerviosa).

### Accions farmacològiques/propietats
- Hipoglucemiant[4] i antidiabètic oral: tradicionalment s'ha considerat hipoglucemiant però no s'ha comprovat en assajos clínics amb humans, només en animals encara que es desconeix el mecanisme. Degut a l'abundant contingut d'heteròsids cianogenètics.
- Estimulant de la gana: la bracera presenta compostos amargs (tanins) que estimulen les papil·les gustatives, produint una alliberació reflexa de saliva i sucs gastrointestinals, donant lloc a l'estimulació de la gana.
- Aperitiu, eupèptica (facilita digestió), colerètic i colagog: propietats donades per derivats del beta-sitosterol, tanins i lactones sesquiterpèniques.
- Antisèptic i antidiarreic: gràcies als flavonoids.

### Toxicitat
No hi ha dades disponibles que recullin casos de toxicitat. Tampoc s'han descrit reaccions adverses a les dosis terapèutiques recomanades.

### Interaccions/Contraindicacions
Amb antidiabètics orals, insulina. La bracera podria potenciar els efectes dels antidiabètics orals o de la insulina i arribar a produir una hipoglucèmia. En cas d'administració d'aquest medicament junt amb antidiabètics orals o insulina, s'haurà de reajustar la dosis d'aquests.
Contraindicat en cas d'hipersensibilitat a qualsevol component del medicament.

### Posologia/forma galènica
En adults via oral: 1 tassa d'infusió/ 8h o d'1 a 3g/dia si és en forma de pols. En nens no s'ha avaluat la seguretat ni l'eficàcia. Com a ús extern, s'administra en forma de banys (60-80 g/L).
Administració: Infusions que es preparen amb uns filtres en una tassa a la que se li afegeix aigua en ebullició. Es deixa reposar 10 min. S'aconsella prendre-ho mitja hora abans de menjar.
Embaràs : No s'han realitzat assajos clínics en humans, pel que l'ús de la bracera només s'accepta en cas d'absència d'alternatives terapèutiques més segures.
Lactància: S'ignora si els components de la bracera són excretats en quantitats significatives amb la llet materna, i si això podria afectar el nen. Es recomana suspendre la lactància materna o evitar l'administració d'aquest medicament.
Nens: No s'ha avaluat la seguretat i eficàcia en nens, pel que no es recomana el seu ús.

## Observacions
Història: La variada nomenclatura catalana indica que el seu origen medicinal a Espanya va començar a Catalunya i València.
Recol·lecció: Es fa després de la floració, es recol·lecten les tiges anguloses, fulles i les inflorescències. Si no s'utilitza fresca s'ha de deixar assecar ràpidament, tallant-la en petites porcions. Després de l'assecat s'ha de guardar en pots tancats, preservats de la humitat.
Època de floració: Floreix en la primavera però pot estar en flor quasi tot l'any menys Desembre i Gener.
Cultiu: Necessita cultiu de secà en zones temperades.
UICN: Grau d'amenaça poc preocupant.

## Galeria d'imatges

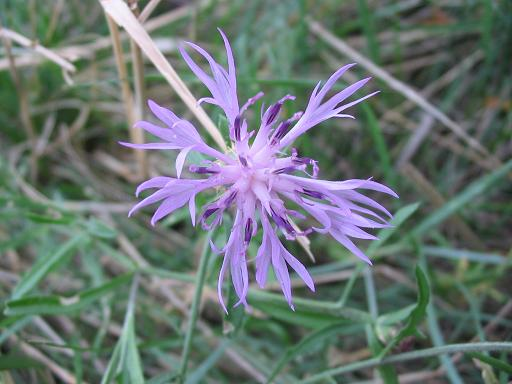
Flors
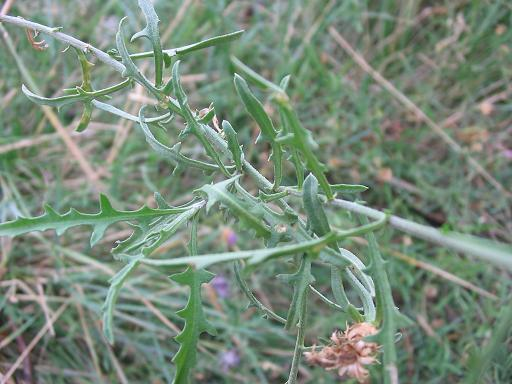
Fulles
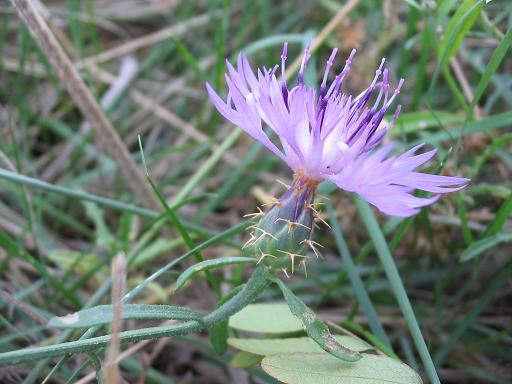
Bracera
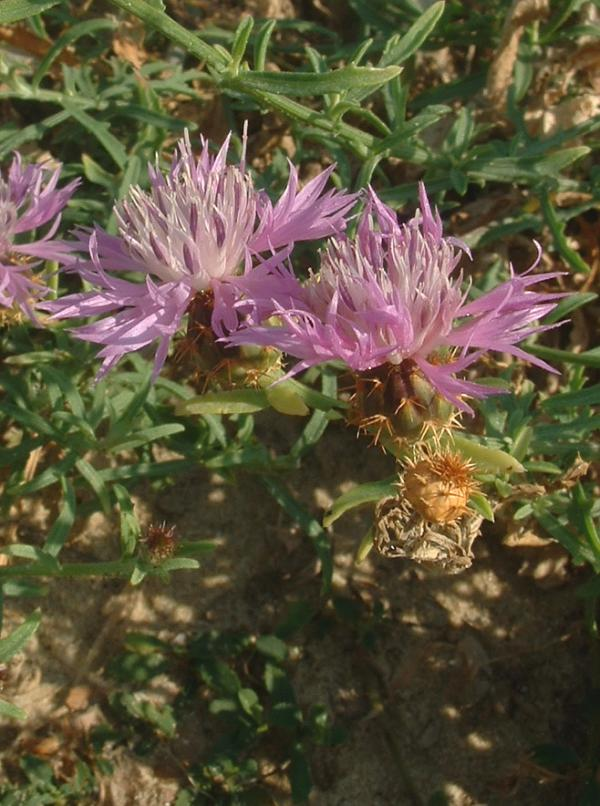
Bracera